# Georges Chenet
Georges Chenet (13 juin 1881 - 31 mai 1951) est un archéologue français spécialiste de l'Argonne qui a participé à des fouilles en Syrie.

## Biographie

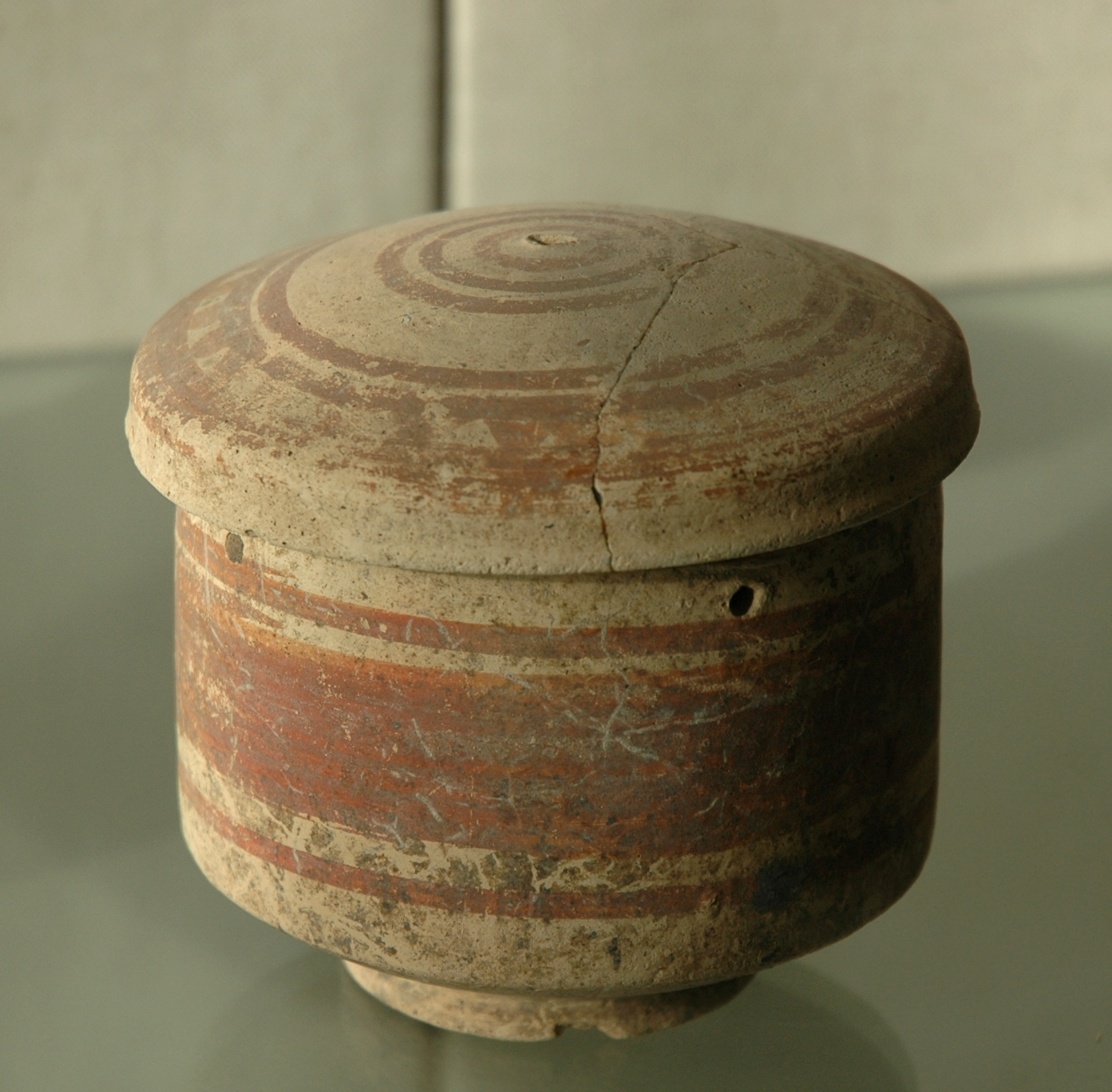
Pot et son couvercle. Terre cuite peinte, Bronze Récent I. Découverte à Ras Shamra (ancienne cité d'Ougarit), ville basse Est, tombe no 53.

Il participe dans l'infanterie à la Première Guerre mondiale.
Dernier maître tuilier du Claon, il en a aussi été le maire de 1929 à 1939.
Chercheur provincial sans titres universitaires, c'est la richesse de l'Argonne en officines de potiers gallo-romains qui détermine sa vocation d'archéologue. 
Ses travaux dans la région portent sur la céramique gallo-romaine d'Argonne, sur le cimetière mérovingien de Lavoye et sur la préhistoire de la haute vallée de l'Aisne.
Au Proche-Orient, il anime avec Claude F.-A. Schaeffer la mission de Ras Shamra près de Lattaquié, en Syrie.
Ses collections, diminuées par le pillage de sa maison du Claon pendant la Première Guerre mondiale puis de nouveau en 1940, sont abritées au musée d'Archéologie nationale de Saint-Germain-en-Laye.
Une partie de ses notes est conservée aux archives départementales de la Meuse.
L'association Terres d'Argonne publie en 2018 sa biographie par Colette Méchin.

## Publications
Principaux ouvrages
- Georges Chenet, La céramique gallo-romaine d'Argonne du IVe siècle et la terre sigillée décorée à la molette, Mâcon, Protat frères, 1941, 194 p.
- Georges Chenet et Guy Gaudron, La céramique sigillée d'Argonne des IIe et IIIe siècles, Paris, CNRS, coll. « Supplément à Gallia » (no VI), 1955, 246 p.

Georges Chenet a de plus publié de nombreux articles, dont :
- Georges Chenet, « Un "Coucou" gallo-romain d'Argonne » », Revue des musées et collections archéologiques, no 10,‎ 1927, p. 337-339.  — Des extraits de cet article sont consultables dans la notice sur les sifflets en terre cuite[7] du Mucem.
- Georges Chenet et Camille Jullian, « Le Pont-des-Quatre-Enfants », Revue des Études Anciennes, t. 31, no 4,‎ 1929, p. 353 (lire en ligne)
- Georges Chenet, « Faucilles préhistoriques de Ras Shamra (Alaouites) », Bulletin de la Société préhistorique de France, t. 25, no 11,‎ 1931, p. 469-475 (lire en ligne)
- Georges Chenet, « De quelques stationnements tardenoisiens en Argonne meusienne », Bulletin de la Société préhistorique de France, t. 42, nos 4-6,‎ 1945, p. 96-97 (lire en ligne)